# Propebela alitakensis
Propebela alitakensis é uma espécie de gastrópode do gênero Propebela, pertencente a família Mangeliidae.